# Lukas (Marke)
Lukas ist eine bekannte Marke für Künstlerfarben.

## Unternehmen
Die von Franz Schoenfeld gegründete Firma  Dr. Fr. Schoenfeld GmbH & Co mit Sitz in Düsseldorf war lange Markeneigentümer. Seit der Übernahme der Marke Lukas 2012/13 werden die Farben bei der Daler-Rowney Ltd.  in Bracknell in England hergestellt. Eine dazu Ende 2012 gegründete Lukas-Nerchau GmbH wurde 2022 gelöscht.
Die Dr. Fr. Schoenfeld GmbH & Co. verlegte 2019 ihren Sitz nach Meerbusch.

## Marke

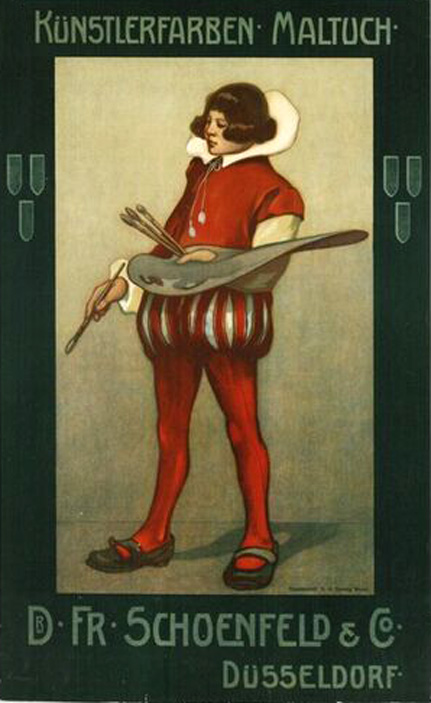
Plakat um 1900

Bereits um die Jahrhundertwende wurde „Sankt Lukas“, der Schutzpatron der Maler, zum Namensgeber der Produkte aus dem Hause Schoenfeld. Das von dem Maler Eduard Gebhardt entworfene Logo wurde 1938 als Wort-Bild-Marke eingetragen. Heutiger Markeninhaber (nur noch Wortmarke) ist Daler-Rowney.